# Ferruccio Pasqui
Ferruccio Pasqui (Rapolano Terme, 5 febbraio 1886 – Firenze, 23 novembre 1958) è stato un ceramista, illustratore, decoratore, pittore e incisore italiano.

## Biografia
Si forma all'Accademia di belle arti di Siena, dove Gaetano Brunacci insegna ornato. Esordisce nel 1908, con disegni di carattere floreale, per la rivista senese di arte antica e moderna Vita d'Arte. Ricorre nei suoi disegni la flessuosa figura femminile, Musa ispiratrice dell'Art Nouveau. Disegna a china nera donne simboliche, fanciulle esili che sbocciano da un tronco d'albero. Nel trasferire il corpo femminile in motivo decorativo - visione della donna in simbiosi con la natura - esprime un'arte serena, ottimista, positiva. Avviato alla pittura, Ferruccio Pasqui diviene allievo di Adolfo de Carolis, ne assimila gli echi dannunziani, nel periodo in cui De Carolis assume un gusto michelangiolesco a sfondo retorico e nazionalistico, e collabora col maestro alla decorazione del Palazzo del Podestà e del Palazzo delle Poste di Bologna. Invia disegni a china, con lampade a pavoni in stile goticheggiante, alla rivista torinese "Per l'Arte". Nel 1912 espone in mostra il suo primo quadro La cattedrale di Siena che viene acquistato da Vittorio Emanuele III. Nel 1913 vince la cattedra di decorazione dell'Accademia d'arte di Padova. Ricopre l'incarico di direttore dell'E.N.A.P.I. (Ente Nazionale per l'Artigianato e la Piccola Industria), istituito nel 1925.
Illustra, assieme a Gino Barbieri, il poema La città della Vergine, di Federigo Tozzi. Nel 1914 dipinge un Autoritratto con clessidra. Si trasferisce a Roma nel 1925, dove si dedica a lavori in ceramica, alla pittura, alla decorazione di ville e all'insegnamento. Dopo l'improvvisa morte di De Carolis (1928) porta a termine, assieme a Diego Pettinelli, gli affreschi rimasti incompiuti del Palazzo del Podestà, sulla base dei cartoni lasciati dal maestro.
Riceve l'incarico di direttore dell'Istituto d'Arte Industriale di Venezia, quindi insegna disegno e plastica alla Regia Scuola di Ceramica di Castelli (Teramo), poi dirige il Regio Istituto d'Arte di Firenze dove, nel 1939, il ministro Giuseppe Bottai gli chiede di organizzare una Mostra dell'Istruzione Artistica.
L'Accademia della Arti e del Disegno di Firenze lo elegge socio onorario, il 20 febbraio 1921.
Nel 1940 partecipa alla VII Triennale di Milano, nell'ordinamento della "Mostra delle Scuole d'arte".
Alla IX Triennale di Milano, del 1951, Pasqui è nel comitato organizzatore per la "Mostra della sedia antica".
Nel 1972, a Milano sono in mostra sue opere, prodotte dal 1911 al 1949. In questa occasione, il critico Raffaele De Grada scrive: «Pasqui si qualifica come uno dei buoni artisti che hanno coperto l'era difficile di passaggio tra Otto e Novecento, con una sensibilità dei problemi e un'acutezza d'interpretazione del momento storico in cui ha vissuto che meravigliano chi ha preso in esame la massa del suo lavoro, nel divenire di una nuova coscienza artistica che, dalle prime suggestioni del liberty di De Carolis (il suo maestro ideale), attraverso un ripensamento della buona tradizione toscana post macchiaiola, raggiunge la libera interpretazione del paesaggio e della figura secondo una forma aperta alle esperienze moderne.»